# Eduard von Simson
Martin Eduard Sigismund (von) Simson, född 10 november 1810 i Königsberg (nuvarande Kaliningrad), död 2 maj 1899 i Berlin, var en tysk politiker.
Simson, som hade judiska föräldrar, blev redan 1833 extra ordinarie och 1836 ordinarie professor i juridik vid universitetet i Königsberg, där han sedan 1834 även hade anställning vid tribunalet. I Frankfurtparlamentet 1848 blev han i december dess president; i denna egenskap ledde han 1849 den deputation som åt Fredrik Vilhelm IV av Preussen erbjöd tyska kejsarkronan. Därefter spelade han som ledamot av preussiska andra kammaren en framträdande roll (1849–1852). Simson var anhängare av Joseph von Radowitz unionspolitik och förde 1850 presidiet i Erfurtparlamentets andra kammare. År 1852 drog han sig emellertid helt tillbaka från det politiska livet för att uteslutande ägna sig åt sin verksamhet som lärare och domare. 
Åter medlem av Preussens andra kammare, 1858, anslöt Simson sig till det liberala partiet och var 1859–1861 kammarens president. I militärfrågan skilde han sig ursprungligen från sina partivänner. Han stod emellertid sedan gammalt i spänt förhållande till Otto von Bismarck och anslöt sig obetingat till oppositionen mot denne. Som president i Nordtyska förbundets riksdag från 1867 och tyska riksdagen 1871–1874, anförde han den deputation, som hos kung Vilhelm I i Versailles 18 december 1870 anhöll om den tyska kejsarvärdighetens upplivande; besöket i Versailles utjämnade den gamla klyftan mellan Simson och Bismarck. År 1877 lämnade han definitivt det politiska livet. Han hade 1860 utnämnts till vicepresident och 1869 till president vid appellationsdomstolen i Frankfurt an der Oder. Då riksrätten 1879 inrättades i Leipzig, blev han dess förste president (1879–1891). Kejsar Fredrik III belönade 1888 hans förtjänster för det tyska enhetsverket med ärftligt adelskap.